# 布魯斯尼察河
布魯斯尼察河（烏克蘭語：Брусниця），是烏克蘭西南部的河流，屬於普魯特河的右支流。該河發源自迪布里夫卡東部，流經切爾尼夫齊州的切爾尼夫齊區，河道全長23公里，流域面積110平方公里。